# Dwór w Toszowicach
Dwór w Toszowicach – zabytkowy dwór we wsi Toszowice w powiecie lubińskim, w województwie dolnośląskim.
W skład zespołu dworskiego, z początków XX w. wchodzą: dwór z początku XX w., oficyna, wozownia, park.